# Georg Fischer (Geologe)
Georg Fischer (* 15. November 1899 in Neuburg an der Donau; † 12. November 1984) war ein deutscher Geologe, Petrograph, Mineraloge sowie Hochschullehrer an der Ludwig-Maximilians-Universität München.

## Leben
Georg Fischer, Sohn des Oberlandesgerichtsrats Anton Fischer, Notabiturient am Wittelsbacher-Gymnasium in München, widmete sich nach der Teilnahme als Kriegsfreiwilliger am Ersten Weltkrieg, in dem zwei seiner Brüder fielen, ab 1919 den Studien der Chemie, Geologie sowie Mineralogie an der Universität München und wurde wie seine Brüder Mitglied des Corps Bavaria München. 1924 wurde er bei Erich Kaiser zum Dr. phil. promoviert. Neben Kaiser waren Ferdinand Broili, Paul von Groth, Ernst Weinschenk und Maximilian Weber seine akademischen Lehrer. 1927 habilitierte er sich dort als Privatdozent für das Fach Petrographie (Die Gabbroamphibolitmasse von Neunkirchen bei Hl. Blut und ihr Rahmen) und ging dann zur Preußischen Geologischen Landesanstalt (PGLA), an der er 1929 außerplanmäßiger Geologe, 1938 Bezirksgeologe und (am nunmehrigen Reichsamt für Bodenforschung) 1943 Regierungsgeologe wurde. Fischer wechselte in der Folge als Geologe ans Reichsamt für Bodenforschung nach Berlin. 1936 trat er nach Umhabilitation eine Dozentur an der Friedrich-Wilhelms-Universität an. Im Zweiten Weltkrieg untersuchte er Lagerstätten in Frankreich, Spanien, Portugal, Norwegen und Böhmen.
Nach dem Zweiten Weltkrieg wurde er 1945 Werksgeologe in der Grube Bayerland und 1946 bis 1948 Regierungsgeologe an der Landesanstalt für Wasserversorgung in München. 1948 nahm er den Ruf auf die ordentliche Professur sowie Leitung des Instituts für Gesteinskunde an der Universität München an, die er bis zu seiner Emeritierung (1968) innehatte.
Bei der PGLA kartierte er in den Sudeten (Eulengebirge, Glatzer Grundgebirge), im Harz und im ostbayerischen Grundgebirge und befasste sich mit Gesteins-Metamorphose und angewandter Geologie. Als Professor an der Universität München befasste er sich vor allem mit dem ostbayerischen Grundgebirge und Mechanismen der Bildung der Erdkruste, wobei er interdisziplinär vorging mit Schwerpunkt in der Petrographie. Er erkannte frühzeitig die Bedeutung der gefügekundlichen Methoden seines Freundes Bruno Sander und wandte sie an. Er förderte auch die Geochronologie (radiometrische Altersbestimmung) an seinem Institut.
In den Jahren 1959 bis 1961 war er Vorsitzender der Geologischen Vereinigung in Bonn, deren Gustav-Steinmann-Medaille er 1972 erhielt für „bedeutende Beiträge zur Erforschung des metamorphen Grundgebirges und der tieferen Erdkruste“ (Laudatio). Georg Fischer war überdies Mitglied der Bayerischen Staatlichen Kommission zur friedlichen Nutzung der Atomkräfte und Beirat der Obersten Naturschutzbehörde in Bayern.
Georg Fischer heiratete 1927 Friederike, geborene Brugger, mit der er die Töchter Veronika und Johanna hatte.

## Schriften
- Zur Kenntnis der Entstehung der Steinmergel im fränkischen bunten Keuper. In: Neues Jahrbuch für Mineralogie, Geologie und Paläontologie. Beilageband 51, S. 413–476 (Dissertation, Universität München, 1924).
- Die Gabbroamphibolitmasse von Neukirchen a. hl. Bl. und ihr Rahmen (Eine regionalgeologische Studie). In: Neues Jahrbuch für Mineralogie, Geologie und Paläontologie. Beilageband 60 (1929), Abt. A., S. 251–396 (Habilitationsschrift, Universität München, 1929).
- Die Gesteine der Metamorphen Zone von Wippra mit besonderer Berücksichtigung der Grünschiefer. Vertriebsstelle der Preussischen Geologischen Landesanstalt, Berlin 1929.
- Über Genese und zukünftige Abbaumöglichkeit der mitteldevonischen Roteisenerze der Gegend von Brilon. Vertriebsstelle der Preussischen Geologischen Landesanstalt, Berlin 1929.
- mit J. Udluft: Einheitliche Benennung der Sedimentgesteine. Jahrbuch PGLA, 56, 1935, S. 517–538.
- Geologischer Bau und Bodenschätze des Bayerischen Waldes. Jahrbuch PGLA, 58, 1937.
- Der Bayerische und Böhmerwald. Die Entwicklung seiner Landschaft im Laufe der geologischen Geschichte. Jahrbuch PGLA, 59, 1938, S. 55–82.
- Granit und Sial. Geologische Rundschau, 39, 1951, S. 32–77.
- Die Unterkruste vom Standpunkt des Petrographen. Geologische Rundschau, 56, 1957, S. 130–136.
- Die Erde lebt. Zeitschrift der Deutschen Geologischen Gesellschaft, 111, 1959, S. 579–598.
- Über das Moldanubikum der Bayerischen Oberpfalz und des Bayerischen Waldes. 16. Sonderheft Der Aufschluss, Zur Mineralogie und Geologie der Oberpfalz. 1967, S. 27–111.
- mit Georg Troll: Bauplan und Gefügeentwicklung metamorpher und magmatischer Gesteine des Bayerischen Waldes. Geologica Bavarica, 68, 1973, S. 7–44.
- Über die Entwicklung der Ideen in der Geologie und Petrographie im 19. Jahrhundert. In: W. Treue, K. Mauel (Hrsg.): Naturwissenschaft, Technik und Wirtschaft im 19. Jahrhundert, Teil 2. Vandenhoeck und Ruprecht, 1976, S. 798–918.